# روس هاريسون
روس هاريسون (بالإنجليزية: Ross Harrison)‏ هو فيلسوف بريطاني، ولد في 26 سبتمبر 1943.

## وصلات خارجية
- روس هاريسون على موقع ميوزك برينز (الإنجليزية)